# Yazdanism

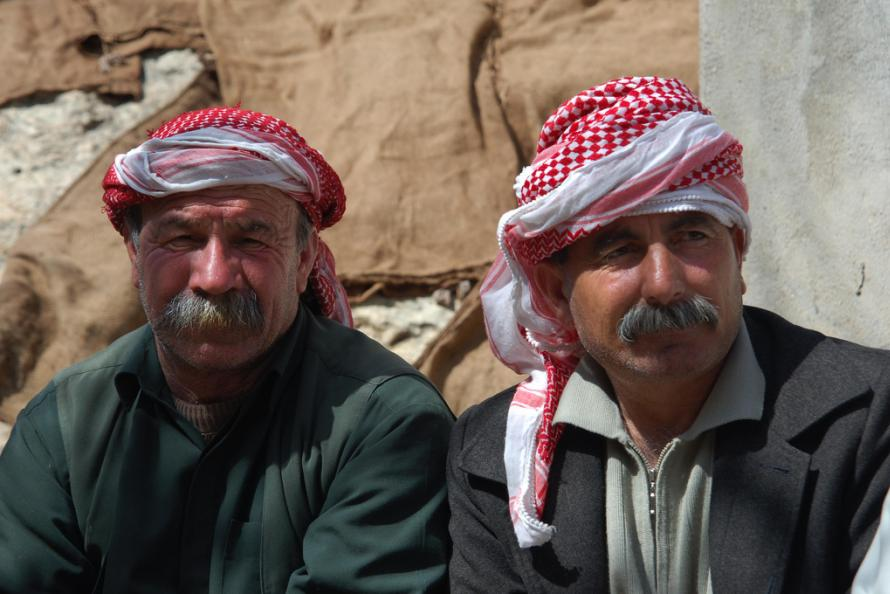
Jezider

Yazdanismen (kurdiska yazdân, värdig att dyrkas) är en monoteistisk religion som har tagit till sig element från abrahamiska religioner och mithraism. Centralt står läran om den fallna ängeln som har förlåtits av Gud och som är föremål för dyrkan. Yazidierna kallar denne Melek Taus, påfågeln, och bilder av påfågeln användes i kulten.
Yazdanismen är den religion som fram till islamiseringen under medeltiden praktiserades av de flesta kurder och även av folk i Kaukasus. Inom yazdanismen tror man på himmel (paradîs) och helvete (agir). 
Dagens yazdanism består av tre grenar; alevism (västra Kurdistan, Turkiet och syriska kusten), yarsanism (sydligaste delen av Kurdistan) och jezidism/yazidism (centrala Kurdistan). Dessa grenar har för det mesta inte så mycket kontakt med varandra men har däremot stora likheter.

## Beskrivning
Yazdanismen är en uttalad synkretistisk (religion med inslag från flera andra religioner) tro och skiljer sig fundamentalt från de monoteistiska religioner som ofta dominerat Anatolien och Zagrosbergen. Gemensamt för alla yazdanismens grenar är olika varianter av avatarsystemet. Under historiens lopp har många religiösa gestalter från erövrande religioner getts status som avatarer. Yazdanismen består av många historiska lager som absorberats från för tillfället dominerande religiösa och politiska strömningar såsom zoroastrismen, judendomen, kristendomen och islam. Yazdanismen har också influerat de flesta historiska religiösa rörelser i området som den kommit i kontakt med. Bahá'í-trons grundare tillbringade en del tid med jezidister när han i sin självvalda exil levde som kringvandrande mystiker i irakiska Kurdistan 1854-55, och yazdaniska idéer och tankemönster kan igenkännas i Bahá'u'lláhs rika litteratur.,
Yazdanister anses i allmänhet inte vara dhimmi al-khitab (bokens folk) inom islam, vilket gjort yazdanister sårbara för återkommande förföljelser på religiös grund. Det senaste folkmordet innan det nu pågående skedde 1910 då yazdanister över hela Kurdistan utsattes för massmord av fientliga grannfolk.
I dagens Kurdistan är alltså fortfarande enligt en uppfattning en del av befolkningen yazdanister. Majoriteten av yazdanisterna är då aleviter och dessa utgör enligt en beräkning mellan en fjärdedel och en tredjedel av befolkningen i den Turkiska statsbildningen. 45 procent av alla aleviter är kurder, 45 procent är turkar och 10 procent är arabisktalande. Aleviternas kärnområde är Dersimregionen och 60 procent av talarna av det nordvästliga kurdiska litteraturspråket dimili (zaza) är aleviter.
Den näst största grenen inom yazdanismen är yarsanism. De yarsanistiska goranikurderna bebor gränsområdet mellan Iran och Irak. Alla yarsanister är kurder och i stort sett alla talare av det sydliga kurdiska litteraturspråket gorani är yarsanister. Hela den sydligaste delen av Kurdistan är yarsanistisk.

## Otidsstrategi och dess följder
För att förstå hur yazdanismen fungerar måste man beakta de strategier som utvecklats för att överleva som förtryckt religiös minoritet. De olika uppfattningar som florerar om kurder och turkars religiösa tillhörighet får tillskrivas taqqiyya. Taqqiyya har tillämpats som överlevnadsstrategi av aleviter och yarsaniter och skapat stor förvirring i omvärlden om de verkliga förhållandena kring yazdanismen. Som ett led i taqqiya bekräftar yazdanistiska religiösa ledare ofta felaktiga uppfattningar bland forskare, vilket resulterat i felslut även i vetenskapliga artiklar. Dess minsta grupp jezidierna, som är mer öppna om sin tillhörighet, har ofta kommit att framstå som helheten.